# Battaramulla South
Battaramulla South är en ort i Sri Lanka.   Den ligger i provinsen Västprovinsen, i den sydvästra delen av landet, 9 km sydost om huvudstaden Colombo. Battaramulla South ligger 11 meter över havet och antalet invånare är 75 633.
Terrängen runt Battaramulla South är mycket platt. Runt Battaramulla South är det mycket tätbefolkat, med 3 494 invånare per kvadratkilometer. Närmaste större samhälle är Colombo, 8,7 km nordväst om Battaramulla South. Runt Battaramulla South är det i huvudsak tätbebyggt.